# 1968年全仏オープン
1968年 全仏オープン（1968ねんぜんふつオープン、Internationaux de France de Roland-Garros 1968）は、フランス・パリにある「スタッド・ローラン・ギャロス」にて、1968年5月27日から6月9日にかけて開催された。

## 大会の流れ
- グランドスラム大会にプロテニス選手の出場を解禁する「オープン化制度」のもとで開かれた最初のイベントとして、本年度からこの大会は「全仏オープン」（英語名称：French Open）の名称になった。
- 男子シングルスは「128名」の選手による7回戦制で行われ、シード選手は16名であった。実際にエントリーした選手は総計135名であったため、7名の選手を本戦から減らす必要があり、本戦1回戦の前に7試合を実施した。
- 女子シングルスは「96名」の選手による7回戦制で行われ、32名の選手は「1回戦不戦勝」（抽選表では“Bye”と表示）があった。シード選手は16名。シード選手でも、1回戦から出場した人と、2回戦から登場した人がいる。2回戦から登場した選手が初戦敗退の場合は「2回戦＝初戦」と表記する。

## シード選手

### 男子シングルス
1. ロッド・レーバー　（準優勝）
2. ケン・ローズウォール　（優勝、15年ぶり2度目）
3. アンドレス・ヒメノ　（ベスト4）
4. ロイ・エマーソン　（ベスト8）
5. パンチョ・ゴンザレス　（ベスト4）
6. フレッド・ストール　（2回戦）
7. ルー・ホード　（大会開始前に欠場）
8. ボブ・ヒューイット　（3回戦）
9. イオン・ティリアック　（ベスト8）
10. ウィルヘルム・ブンゲルト　（大会開始前に欠場）
11. ニコラ・ピエトランジェリ　（大会開始前に欠場）
12. イシュトヴァン・グヤーシュ　（4回戦）
13. クリフ・リッチー　（4回戦）
14. レイ・ラッフェルズ　（4回戦）
15. ヤン・コデシュ　（大会開始前に欠場）
16. アレックス・メトレベリ　（大会開始前に欠場）

### 女子シングルス
1. ビリー・ジーン・キング　（ベスト4）
2. アン・ヘイドン＝ジョーンズ　（準優勝）
3. フランソワーズ・デュール　（4回戦）
4. ロージー・カザルス　（4回戦）
5. ナンシー・リッチー　（初優勝）
6. ケリー・メルビル　（4回戦）
7. ブラスタ・ボピコワ　（ベスト8）
8. マリア・ブエノ　（ベスト8）
9. パトリシア・ウォークデン　（4回戦）
10. レア・ペリコリ　（2回戦＝初戦）
11. アネッテ・デュプロイ　（ベスト4）
12. ガリーナ・バクシェワ　（4回戦）
13. エレナ・スビラッツ　（ベスト8）
14. ゲイル・シェリフ　（ベスト8）
15. エダ・ブディング　（4回戦）
16. モニーク・サルファティ　（2回戦）

## 大会経過

### 男子シングルス
準々決勝
- ロッド・レーバー vs.  イオン・ティリアック　4-6, 4-6, 6-3, 6-3, 6-0
- パンチョ・ゴンザレス vs.  ロイ・エマーソン　7-5, 6-3, 3-6, 4-6, 6-4
- アンドレス・ヒメノ vs.  ボロ・ヨワノビッチ　6-4, 6-0, 6-2
- ケン・ローズウォール vs.  トーマス・コッホ　8-6, 6-2, 3-6, 6-3

準決勝
- ロッド・レーバー vs.  パンチョ・ゴンザレス　6-3, 6-3, 6-1
- ケン・ローズウォール vs.  アンドレス・ヒメノ　3-6, 6-3, 7-5, 3-6, 6-3

### 女子シングルス
準々決勝
- ビリー・ジーン・キング vs.  マリア・ブエノ　6-4, 6-4
- ナンシー・リッチー vs.  エレナ・スビラッツ　6-1, 6-0
- アネッテ・デュプロイ vs.  ゲイル・シェリフ　8-6, 6-3
- アン・ヘイドン＝ジョーンズ vs.  ブラスタ・ボピコワ　6-2, 6-1

準決勝
- ナンシー・リッチー vs.  ビリー・ジーン・キング　2-6, 6-3, 6-4
- アン・ヘイドン＝ジョーンズ vs.  アネッテ・デュプロイ　7-5, 6-3

## 決勝戦の結果
- 男子シングルス： ケン・ローズウォール vs.  ロッド・レーバー　6-3, 6-1, 2-6, 6-2
- 女子シングルス： ナンシー・リッチー vs.  アン・ヘイドン＝ジョーンズ　5-7, 6-4, 6-1
- 男子ダブルス： ケン・ローズウォール＆ フレッド・ストール vs.  ロッド・レーバー＆ ロイ・エマーソン　6-3, 6-4, 6-3
- 女子ダブルス： フランソワーズ・デュール＆ アン・ヘイドン＝ジョーンズ vs.  ビリー・ジーン・キング＆ ロージー・カザルス　7-5, 4-6, 6-4
- 混合ダブルス： ジャン＝クロード・バークレー＆ フランソワーズ・デュール vs.  オーウェン・デビッドソン＆ ビリー・ジーン・キング　6-1, 6-4